# 珠犁齒䲁
珠犁齒䲁（學名：Entomacrodus textilis），又稱珠間頸鬚䲁，為輻鰭魚綱鳚形目䲁科犁齒䲁屬的一種，分布於東大西洋亞森松島與聖赫勒拿島海域，深度0至1公尺，本魚體延長形，稍側扁，似圓柱狀，頭鈍短，頭頂無冠膜，頸部無葉片狀皮瓣，僅有一低皮褶，鼻鬚掌狀分支，眼上有觸鬚，上唇邊緣內側光滑，背鰭與尾柄相連，體長可達6公分，棲息在沿岸湧浪區岩石區，當遇到危險時會以一前一後的跳躍方式在潮池間移動，以藻類及碎屑為食，雌魚產附著性卵，雄魚有護卵行為，幼魚為浮游性，生活習性不明。